# 저스틴 롱
저스틴 제이컵 롱(영어: Justin Jacob Long, 1978년 6월 2일 ~ )은 미국의 배우이다.

## 경력
2006년부터 2009년까지 애플의 "Get a Mac" 광고에서 매킨토시 역을 한 것으로 잘 알려져있다. 그러나 2021년엔 인텔의 "Go PC" 광고에 출연하였다.

## 출연 작품

### 영화
- 갤럭시 퀘스트 (1999)
- 지퍼스 크리퍼스 (2001)
  - 지퍼스 크리퍼스 2 (2003)
- 크로스로드 (2002)
- 피구의 제왕 (2004)
- 허비: 첫 시동을 걸다 (2005)
- 웨이팅 (2005, Waiting...)
- 브레이크 업: 이별후애 (2006) - 크리스토퍼 역
- 합격! (2006)
- 이디오크러시 (2006)
- Dreamland (2006)
- 다이하드 4.0 (2007)
- 워크 하드: 듀이 콕스 스토리 (2007)
- 스트레인지 와일더니스 (2008, Strange Wilderness)
- 잭 앤 미리 포르노 만들기 (2008)
- 파인애플 익스프레스 (2008)
- 그는 당신에게 반하지 않았다 (2009) - 알렉스 역
- 다시 사랑할 수 있을까? (2009, Serious Moonlight)
- 드래그 미 투 헬 (2009)
- 퍼니 피플 (2009)
- 올드 독스 (2009)
- 애프터 라이프 (2009)
- 이유있는 반항 (2009)
- 고잉 더 디스턴스 (2010)
- 음모자 (2010)
- 텐 이얼즈 (2011)
- 포 어 굿 타임, 콜... (2012, For a Good Time, Call...)
- 무비 43 (2013)
- 온리 포 유 (2013, A Case of You)
- 애스크 미 애니씽 (2014, Ask Me Anything)
- 베로니카 마스 (2014)
- 코멧 (2014)
- 터스크 (2014) - 월레스 역
- The Lookalike (2014) - 홀트 멀리건 역
- 요가 호저스 (2016)
- 프랭크, 롤라를 만나다 (2016, Frank & Lola) - 키스 역
- 라벤더 (2016, Lavender)
- 고스트 팀 (2016, Ghost Team)
- And Then I Go (2017)
- 제이 앤 사일런트 밥 리부트 (2019)
- 더 웨이브 (2019, The Wave) - 크리스토퍼 역
- 영지의 귀부인 (2021) - 맥스 역 (각본, 연출, 제작 겸임)
- 바바리안 (2022)
- 점원들 3 (2022, Clerks III)

### 애니메이션 영화
- 테라 3D: 인류 최후의 전쟁 (2007)
- 앨빈과 슈퍼밴드 (2007) - 앨빈 역
  - 앨빈과 슈퍼밴드 2 (2009)
  - 앨빈과 슈퍼밴드 3 (2011)
  - 앨빈과 슈퍼밴드: 악동 어드벤처 (2015)
- 플래닛 51 (2009)
- 알파 앤 오메가 (2010)
- 다이노소어 어드벤처 3D (2013) - 팟치 역
- 숲속왕국의 꿀벌 여왕 (2019) - 아폴로 역 (영어 더빙)

### 텔레비전
- 에드 (2000-04)
- 펑크드 (2005)
- 요절복통 70쇼 (2006)
- 새터데이 나이트 라이브 (2009)
- 뉴 걸 (2011-12, 2015)
- 맘 (2013)
- 마이클 J. 폭스 쇼 (2014)
- 구스범스 (2023)

### TV 애니메이션
- 킹 오브 더 힐 (2006-07)
- 그때 그 시절 패밀리 (2015-21) - 케빈 머피 역
- 스카이랜더 아카데미 (2016-18)